# Ноктюрн (живопис)

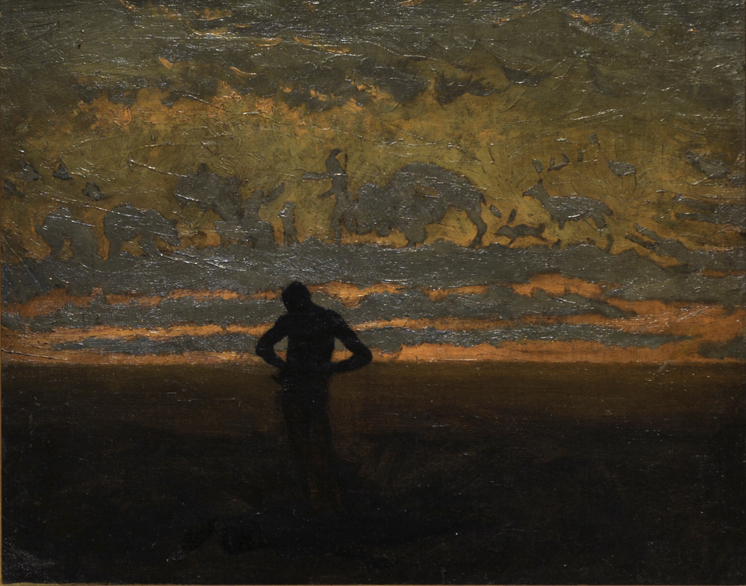
Томас Ікінс, Гайавата, 1870,

Ноктюрн (живопис) — термін, запроваджений Джеймсом Ебботтом МакНілом Вістлером на позначення стилю живопису, для якого властиве зображення сцен у сутінках. У широкому вжитку термін позначає будь-яку картину нічної сцени , наприклад, "Нічна варта" Рембрандта.

## Зміст терміна

Рембрандт, Нічний дозор або ополченська рота капітана Франса, що забороняє Кокка, 1642, Рейксмузей, Амстердам

Вістлер використовував цей термін у назві своїх творів, щоб зобразити картини з «мрійливим, задумливим настроєм», він застосував музичну назву. Вістлер переосмислював твори, використовуючи інші терміни, пов'язані з музикою, такі як «симфонія», «гармонія», «студія» або «аранжування», щоб підкреслити тональні якості та композицію, а також зняти з акценту зміст. Використання терміна «ноктюрн» може бути пов'язане з рухом американців кінця 19 століття — початку 20 століття, який "характеризується м'яким, розсіяним світлом, приглушеними тонами та неясними контурами предметів. Фредерік Ремінгтон також використовував цей термін для своїх нічних сцен американського Старого Заходу.

## Ноктюрни Рембрандта
У північній Європі Голландський Золотий Вік дав одного з найбільших художників усіх часів. Першим художником, який регулярно писав сцени в режимі ноктюрна, був Рембрандт ван Рейн (1606—1669). Багато його портретів також були написані методом ноктюрна. Як і в «Млині» (1645), більшість його пейзажів написані, щоб викликати відчуття ноктюрна.

### Нічні сцени Рембрандта

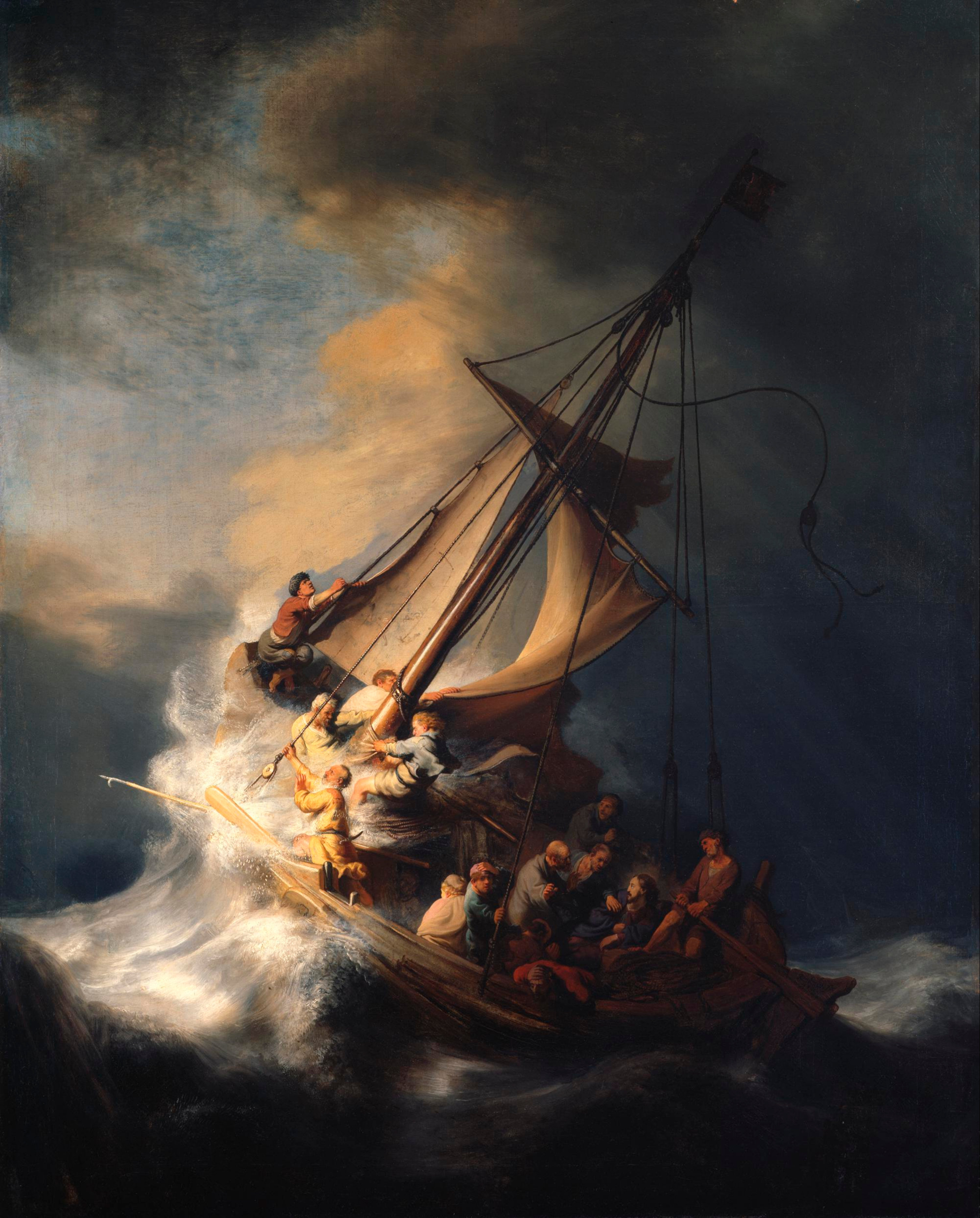
Христос у бурі на Галілейському морі, 1633, зображує сцену з ноктюрнами, що викликає почуття небезпеки
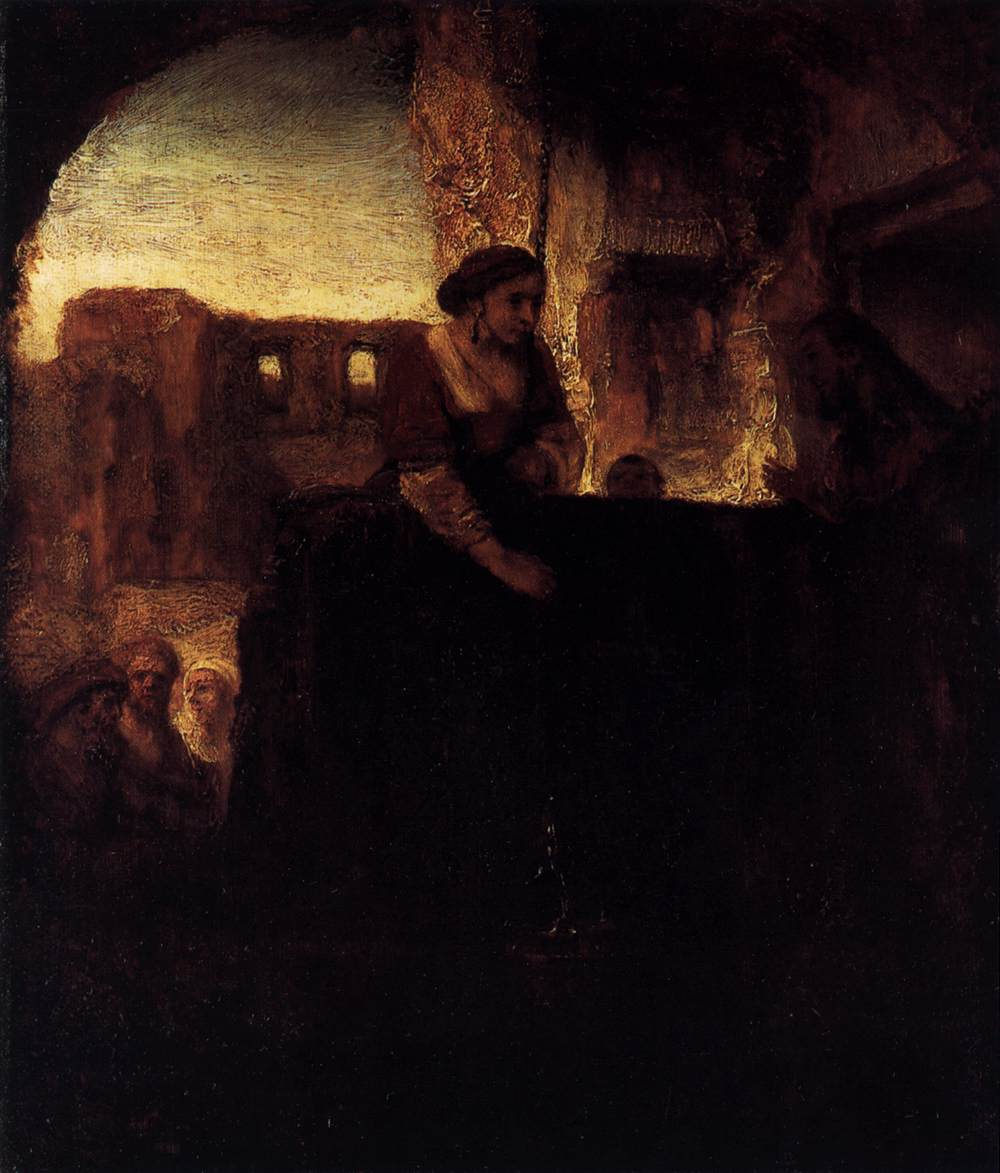
Христос і жінка Самарії, 1659,
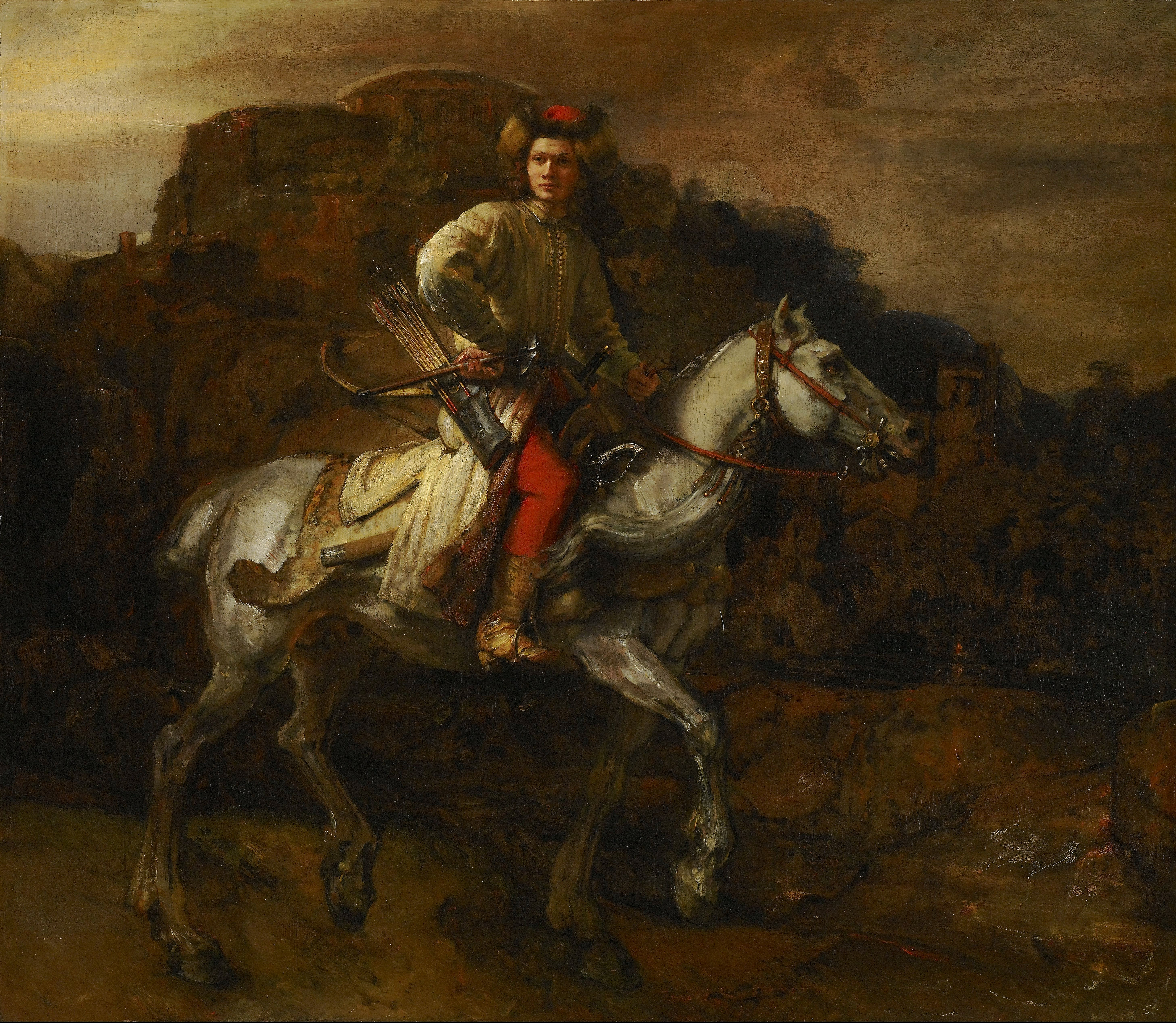
Польський вершник, 1655,

## «Ноктюрни» Джеймса Еббота Мак-Ніла Вістлера

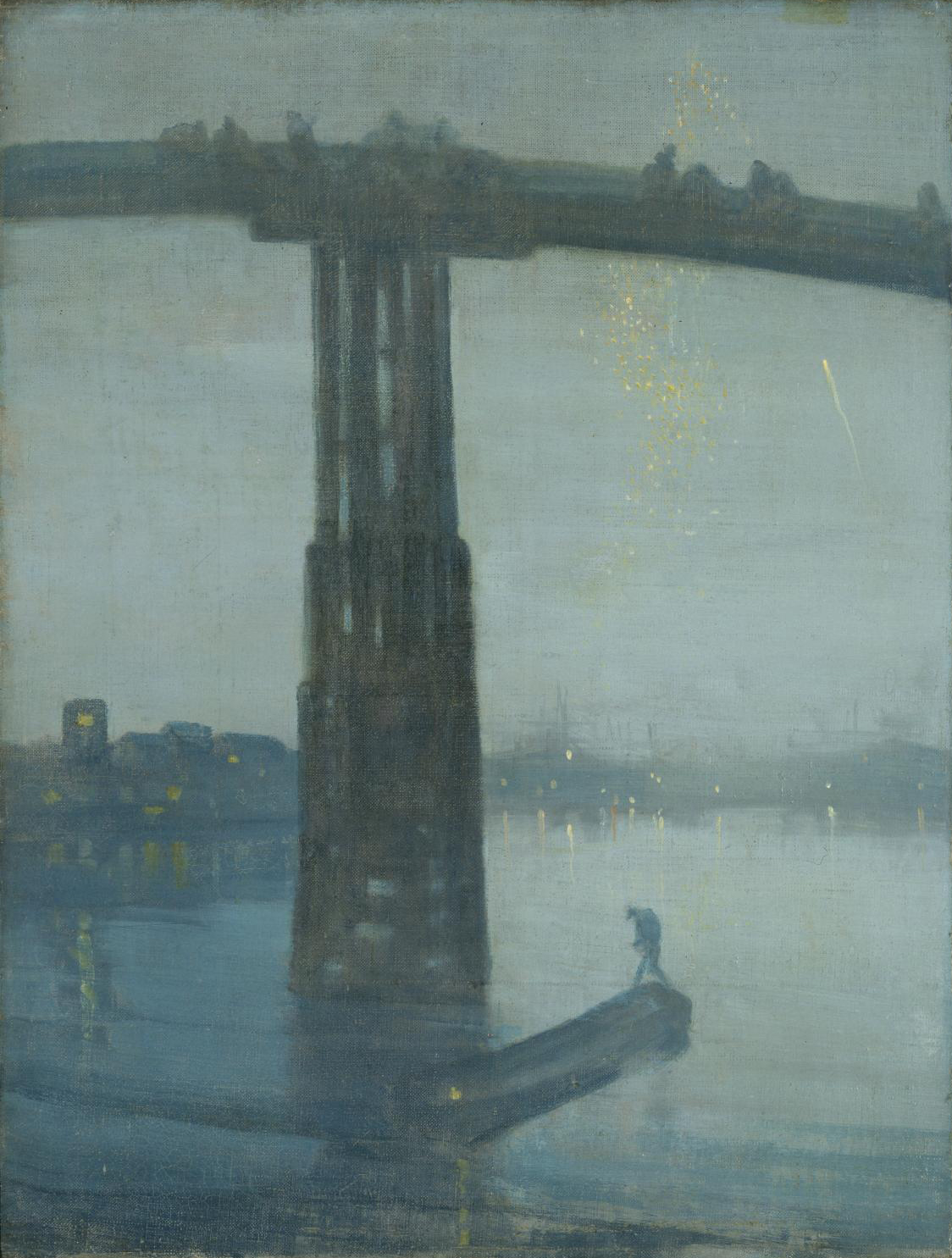
Джеймс Ебботт МакНіл Вістлер, Ноктюрн у блакитному та золотому кольорі: Старий міст Баттерсі, c. 1872—1875

«Ноктюрн» — це термін, який застосовувався до певних типів музичних композицій до того, як Джеймс Ебботт Мак-Ніл Вістлер (1834—1903), натхненний музичною мовою, почав використовувати це слово в заголовках багатьох своїх творів, такі як « Ноктюрн у блакитному та срібному» (1871) у колекції галереї Тейт, Лондон, Велика Британія.

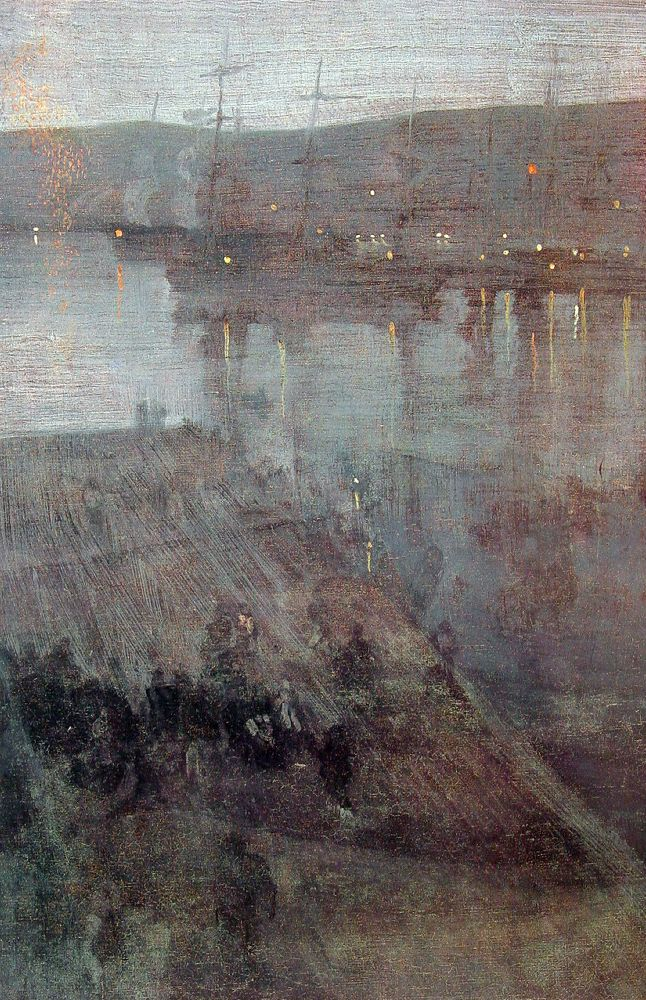
Ноктюрн у блакитному та золотому кольорі: затока Вальпараїсо, 1866 рік
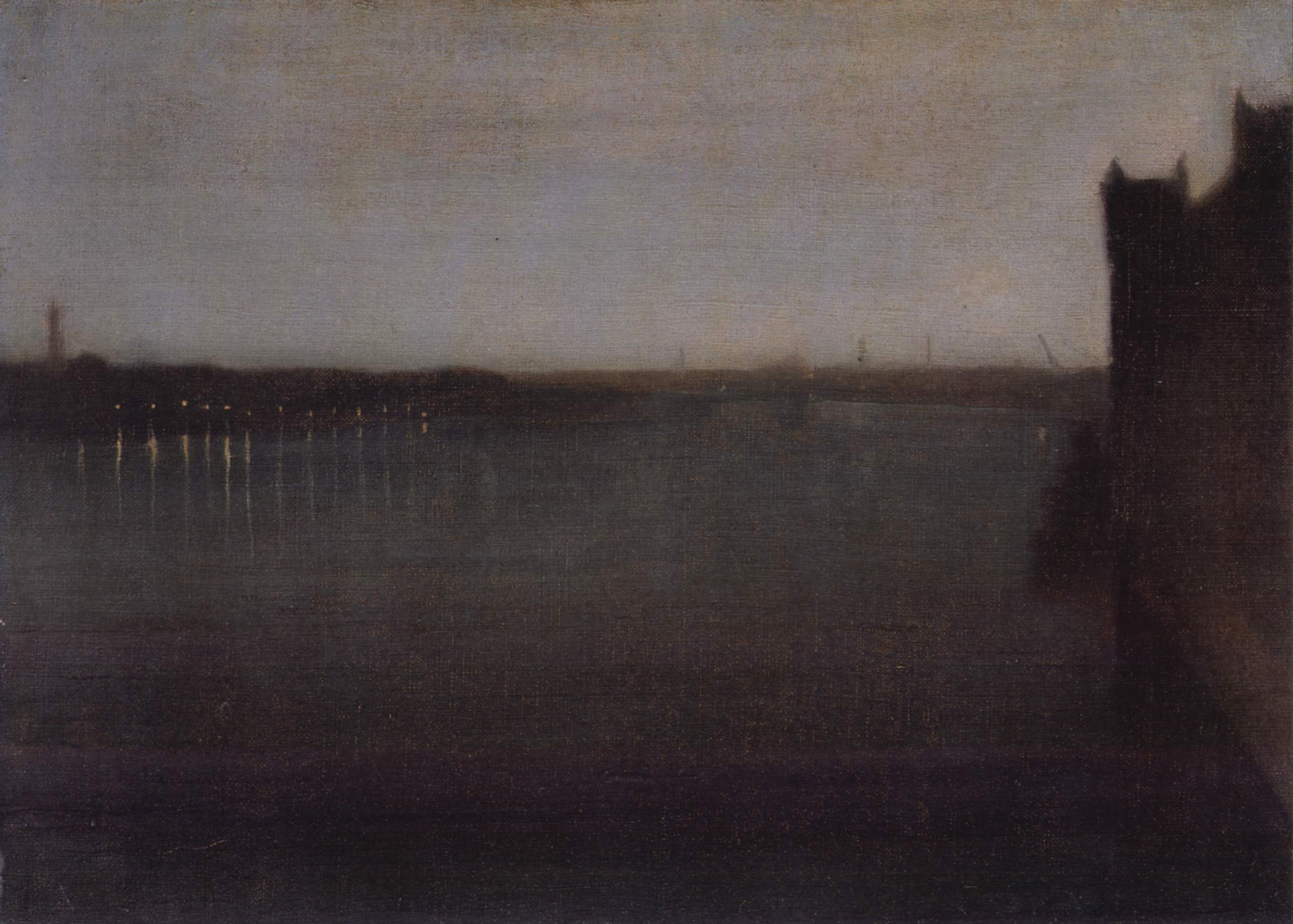
Ноктюрн у сірому та золотому, Вестмінстерський міст, c. 1871-1874
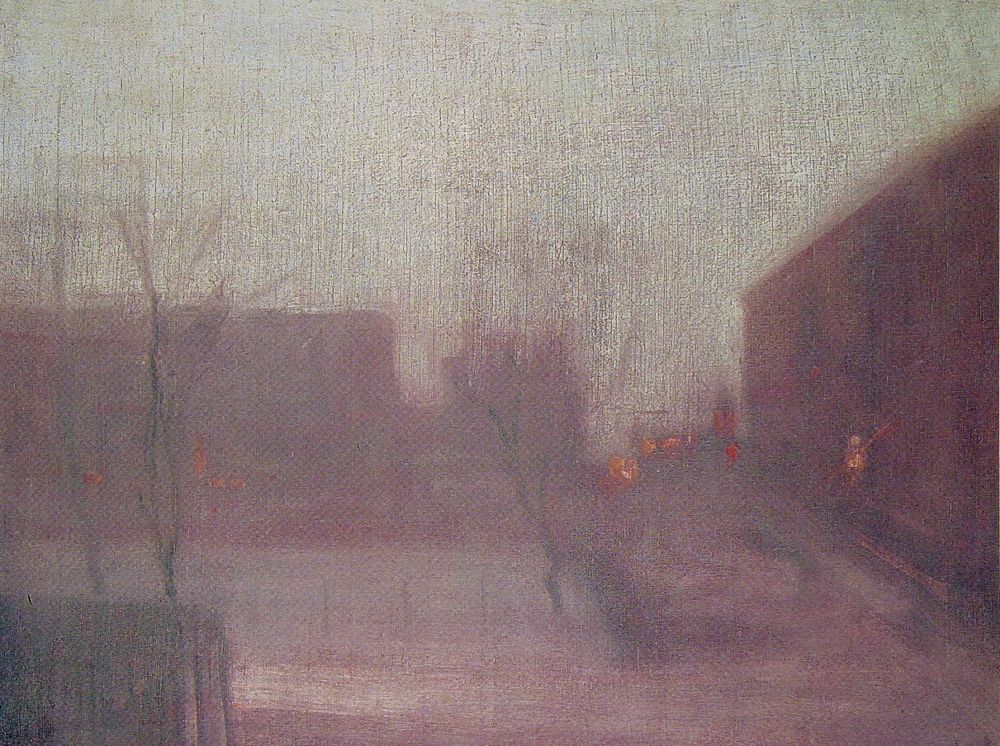
Ноктюрн Трафальгарська площа, Челсі, сніг, 1876 рік
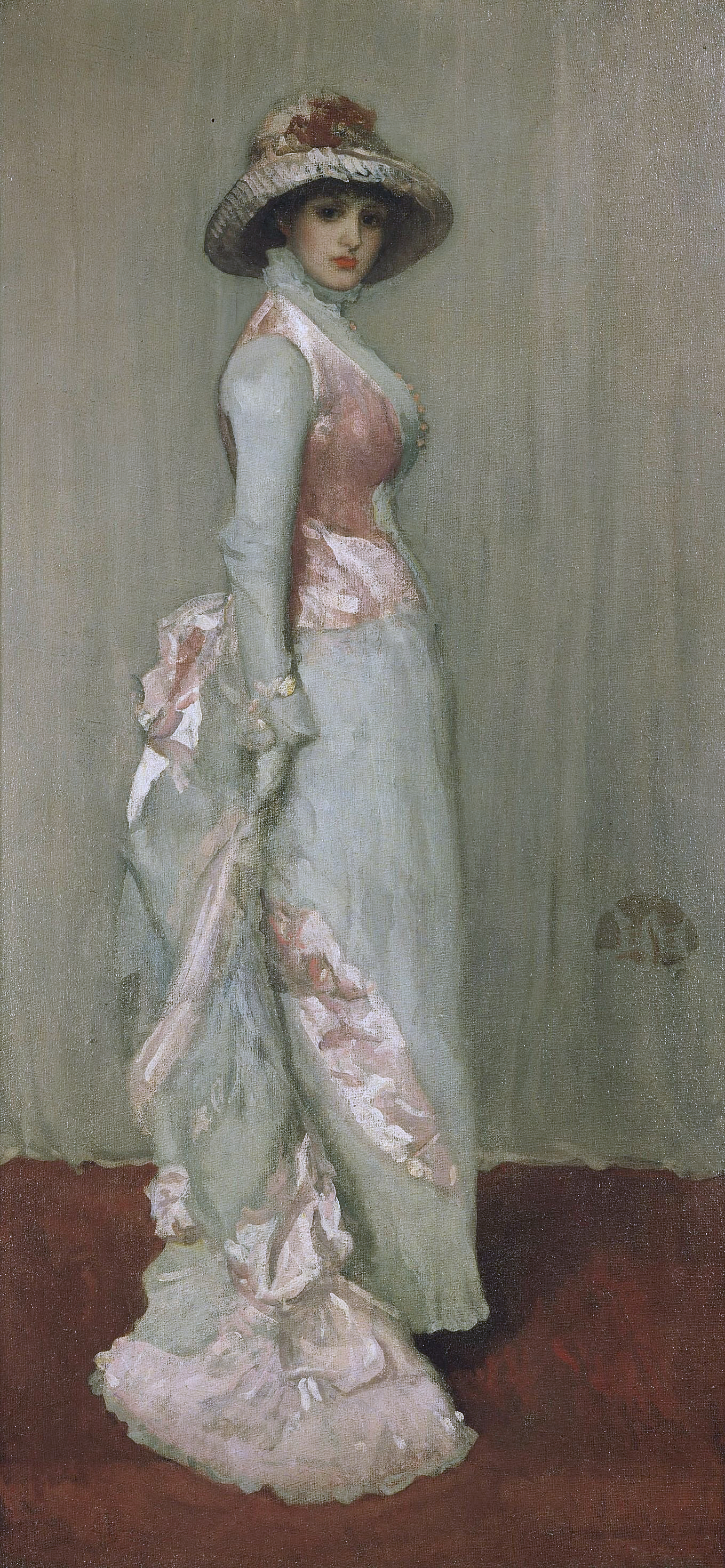
[en→uk]Nocturne in Pink and Grey, Portrait of Lady Meux, 1881-1882

## Ноктюрни Фредеріка Ремінгтона
Фредерік Ремінгтон (1861—1909) відомий своїми ноктюрними сценами Старого Заходу Америки , які були відзначені у 2003—2004 роках виставкою « Фредерік Ремінгтон: Колір ночі», співорганізованою та показаною в Національній галереї мистецтв, Вашингтон, округ Колумбія, та Музеї Гілкріз, Талса, Оклахома. Виставка створила книгу з такою ж назвою та відвідала Денверський художній музей у Денвері, штат Колорадо Ремінгтон намалював багато ноктюрнів в останні роки життя, коли він переходив від кар'єри ілюстратора до художника і обрав імпресіонізм як стиль, у якому працював на той час. Одним із прикладів його роботи є «Штампування» (також відоме як «Штампування блискавки», 1908).

## Нічні сцени американських імпресіоністів та інших американських реалістів

Роберт Анрі, Сніг у Нью-Йорку 1902 року, ілюструє міський ноктюрн американського реаліста, Національна галерея мистецтв, Вашингтон, округ Колумбія

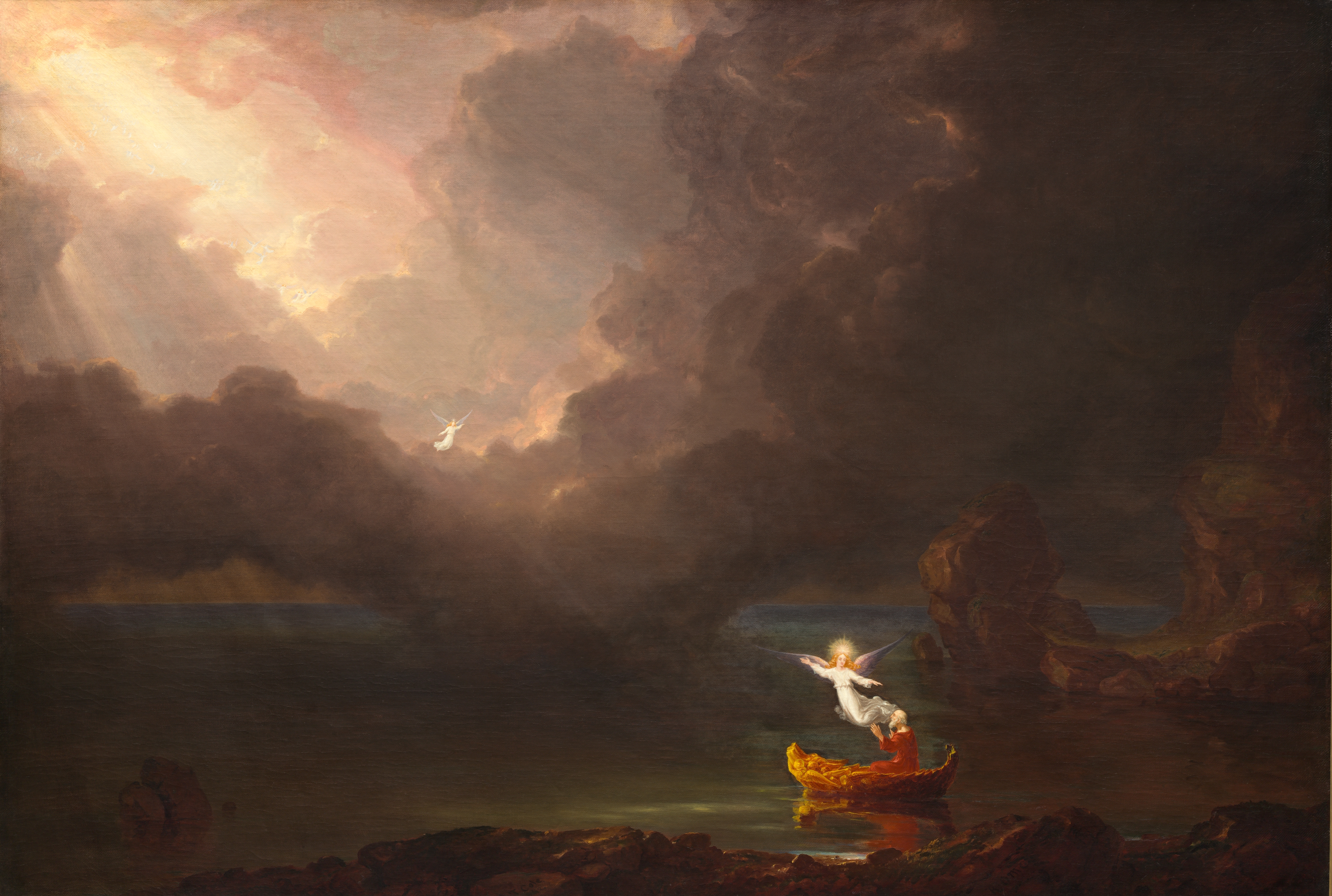
Томас Коул, «Подорож життя, старість», 1842, Національна галерея мистецтв

- Томас Коул (1801—1848), Місячне світло (1833–34)
- Джордж Іннесс (1825—1894), Басейн у лісі, 1892, Художній музей Вустера, Вустер, штат Массачусетс
- Джон Генрі Твахтман (1853—1902), Венеціанський канал[13] c. 1878, приватна колекція
- Джон Генрі Твахтман (1853—1902), L'Etang[14] c. 1884, приватна колекція
- Альберт Пінкхем Райдер (1847—1917), Смерть на блідому коні (Іподром) c. 1910, Клівлендський художній музей, Огайо
- Френк Тенні Джонсон (1874—1939), Ранчерос з грубими їздами[15] c. 1933 рік
- Едвард Хоппер (1882—1967), Найтхокс, 1942, Інститут мистецтв Чикаго, Чикаго, штат Іллінойс

### Нічні сцениамериканських імпресіоністівта американських реалістів

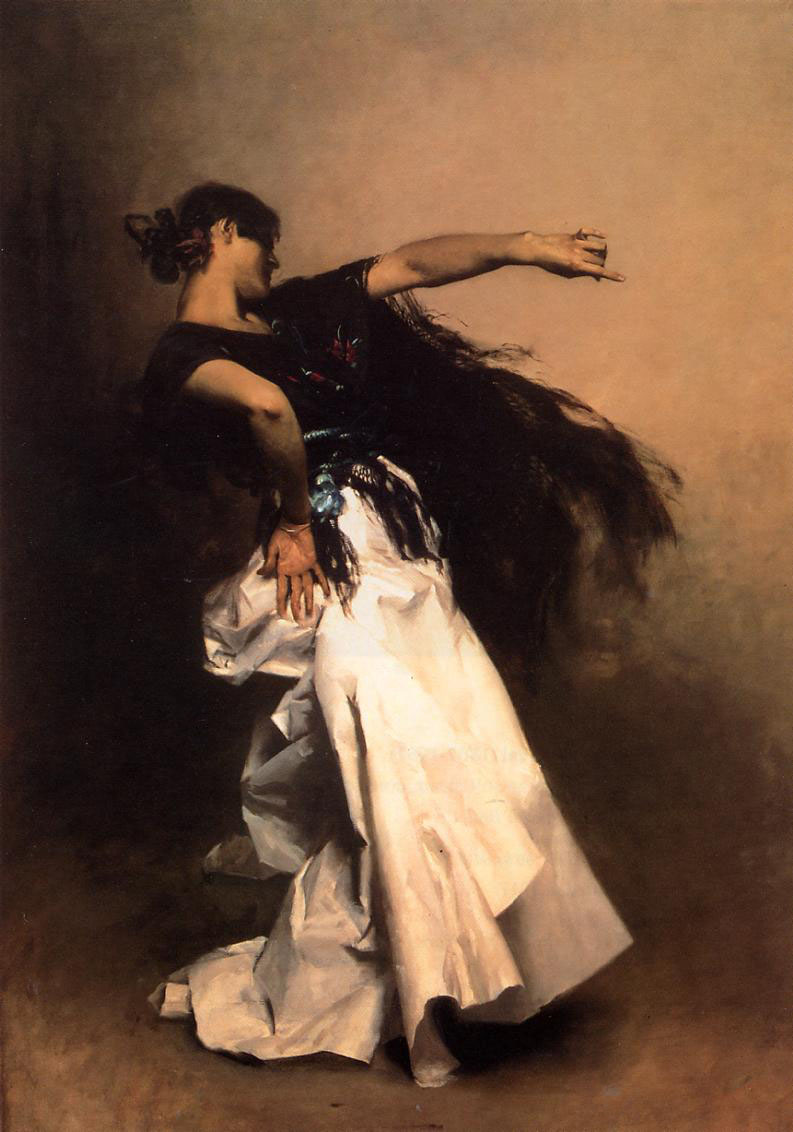
Джон Сінгер Сарджент, іспанський танцюрист, 1879–1880, Іспаномовне товариство Америки, Нью-Йорк
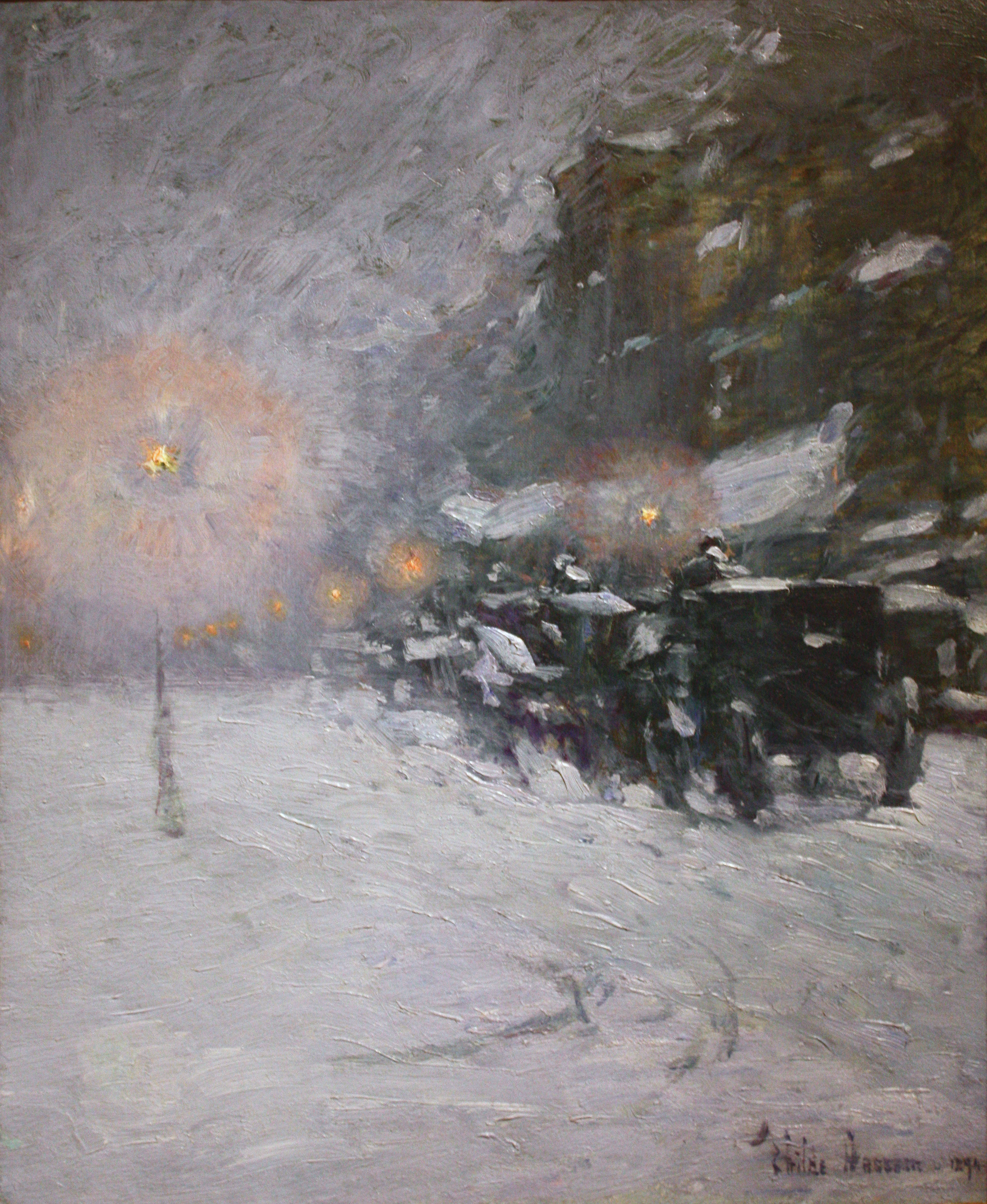
Чайльд Хассам, зима, опівніч, 1894 рік
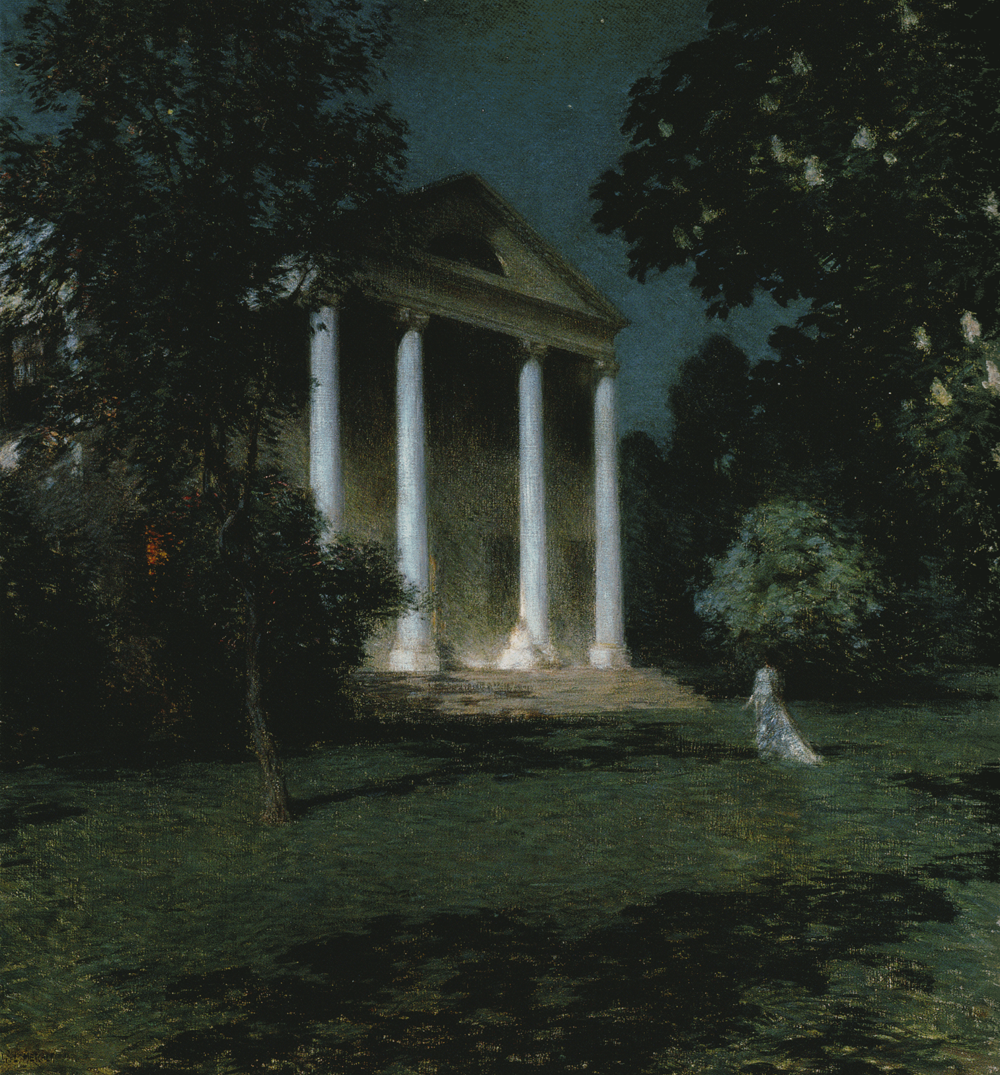
Віллард Меткалф , травнева ніч 1906 р., Галерея мистецтв Коркоран

## Нічні сцени художників інших рухів

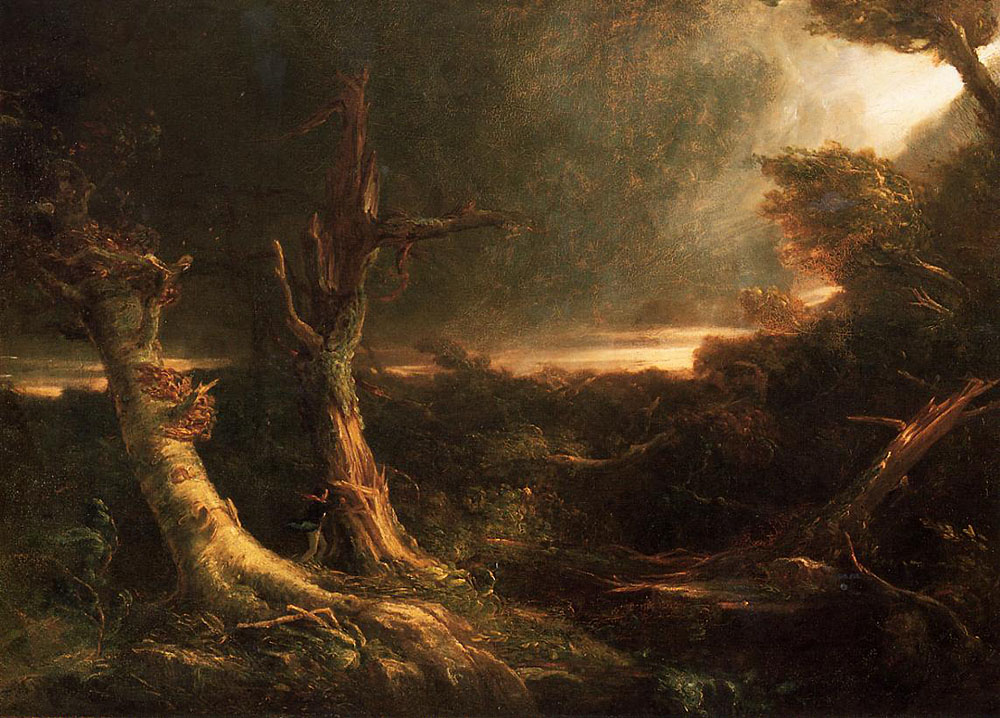
Томас Коул, «Торнадо» 1835. Засновник групи пейзажистів на річці Гудзон у 1825 році, яка домінувала в ландшафтному русі в Америці до 1870-х років

Інші художники, які також створювали сцени з ноктюрном:
- Яків ван Руйсдаель (1628—1682), Пейзаж із церквою (близько 1660)]
- Якоб ван Руйсдаель, Пейзаж (близько 1665)
- Август Леопольд Яйце (1816—1863), минуле і сьогодення номер три (близько 1853)]
- Джон Лафарж (1835—1920), «Дама Шалотта» (1862)
- Едгар Дега (1834—1917), Інтер'єр (1868–69), Музей мистецтв у Філадельфії[16]
- Вінсент Ван Гог (1853—1890), Зоряна ніч над Роною (1888)